# Фоскарнет
Фоскарнет, известный под торговой маркой Foscavir, представляет собой противовирусный препарат, который в основном используется для лечения вирусных инфекций, вызываемых семейством Herpesviridae. Он классифицируется как ингибитор пирофосфатного аналога ДНК-полимеразы. Фоскарнет представляет собой сопряженное основание химического соединения с формулой HO2CPO3H2.
Фоскарнет был одобрен для использования в медицине в 1991 году.

## Медицинское использование
Это производное фосфоновой кислоты (продаваемое Clinigen как фоскарнет натрия под торговым названием Foscavir) представляет собой противовирусный препарат, используемый для лечения вирусов герпеса, включая лекарственно-устойчивый цитомегаловирус (CMV) и вирусы простого герпеса типов 1 и 2 (HSV-1 и HSV-2). Он особенно используется для лечения CMV-ретинита. Фоскарнет можно использовать для лечения пациентов с ВИЧ, прошедших лечение с большим опытом, как часть спасательной терапии.

## Механизм действия
Фоскарнет является структурным имитатором Пирофосфат-аниона, который избирательно ингибирует место связывания пирофосфата на вирусных ДНК-полимеразах в концентрациях, которые не влияют на ДНК-полимеразы человека.

## Назначение
Внутривенная инфузия для интравитреального введения.

## Побочные эффекты
- Нефротоксичность – повышение уровня креатинина в сыворотке крови происходит в среднем у 45% пациентов, получающих фоскарнет. Следует избегать приема других нефротоксических препаратов. Нефротоксичность обычно обратима и может быть уменьшена путем корректировки дозировки и адекватной гидратации.
- Электролитные нарушения – изменения уровней кальция, магния, калия и фосфатов происходят часто, и необходим регулярный мониторинг электролитов, чтобы избежать клинической токсичности[6].
- Язва половых органов – чаще возникают у мужчин и обычно возникают во время индукционного применения фоскарнета. Скорее всего, это контактный дерматит из-за высокой концентрации фоскарнета в моче. Обычно это быстро проходит после отмены препарата.
- ЦНС – парестезия, раздражимость и галлюцинации.